# Гурдон (Лот)
Гурдон (фр. Gourdon) је насељено место у Француској у региону Миди Пирене, у департману Лот.
По подацима из 2011. године у општини је живело 4497 становника, а густина насељености је износила 98,79 становника/km².

## Демографија
| 1962. | 1968. | 1975. | 1982. | 1990. | 2011. |
| ----- | ----- | ----- | ----- | ----- | ----- |
| 4.157 | 4.803 | 4.728 | 4.899 | 4.851 | 4.497 |